# سهره گلی معمولی
سهره گلی معمولی (نام علمی: Carpodacus erythrinus) نام یک گونه از سرده سهره گلی است.